# 郭祖
郭祖（2世纪—？）是东汉末年的海盗首领。
建安年间（196年—220年），郭祖率领海盗进犯乐安郡和济南郡的辖区，该地区的人都深受其苦。曹操鉴于何夔过去在長廣郡有威信，劝降过海盗管承等人，于是任命何夔为乐安太守。何夔到任数月后，被海盗占据的数座城池都被何夔平定。